# Tooeleita
La tooeleita es un sulfato-arsenito de hierro, el único sulfato-arsenito conocido hasta el momento en la naturaleza. Fue descubierto en la mina de Gold Hill, condado de Tooele, Utah (USA), que es consecuentemente la localidad tipo. El nombre deriva del de la localidad del hallazgo.

## Propiedades físicas y químicas
La tooeleita aparece como agregados generalmente con aspecto de esferillas formados por la asociación de microcristales tabulares, con tamaños de décimas de milímetro, de color anaranjado. Es un sulfato-arsenito, uno de los pocos arsenitos conocidos en la naturaleza (nealita, seeleita, karibibita), y el único con iones sulfato.

## Yacimientos
La tooeleita es un mineral secundario, que aparece en algunos yacimientos naturales como producto de alteración de minerales con hierro y arsénico, principalmente löllingita. También se ha encontrado como resultado de la alteración de escorias metalúrgicas antiguas. Además de la localidad tipo , el yacimiento más interesante es la mina Alcantarilla, en Belalcázar, Córdoba (España) en la que la tooeleita es relativamente frecuente en pequeñas cavidades de un filón de cuarzo que fue explotado para obtener minerales de wolframio. Junto con ella aparecen fundamentalmente karibibita y escorodita. También se encuentra en la misma forma en la mina Cogolla Alta, situada en sus inmediaciones. Entre las localidades en las que se encuentran escorias metalúrgicas con tooeleita, puede destacarse la de Ochsenhütte, en Goslar, Baja Sajonia (Alemania).